# Markel Irizar
Markel Irizar Aranburu (Oñate, Guipúzcoa, España, 5 de febrero de 1980) es un exciclista español. Fue profesional entre 2004 y agosto de 2019, retirándose tras la Clásica de San Sebastián.

## Biografía

### Ciclismo amateur
En 2002, cuando aún era un ciclista aficionado, le fue diagnosticado un cáncer de testículo. El tratamiento consistió en la extirpación del testículo en cuestión y quimioterapia. El corredor recibió una carta escrita a mano por el ciclista estadounidense Lance Armstrong, quien superó el mismo tipo de cáncer para después regresar al ciclismo y lograr un récord de siete maillots amarillos consecutivos en el Tour de Francia (1999-2005). La carta de Armstrong (así como un triunfo en el Tour que el texano le dedicó cuando Irizar se encontraba convaleciente) llegó después de que el joven corredor vasco hubiera mandado tiempo atrás (antes de que le fuera diagnosticado el cáncer) una carta a Armstrong interesándose por su situación.
En 2003 regresó al pelotón aficionado en las filas del Olarra-Orbea.

### Ciclismo profesional

#### Euskaltel-Euskadi
Debutó como profesional el año 2004 con el equipo Euskaltel-Euskadi y su actuación más destacada fue la victoria en la clasificación de la montaña del Tour Down Under, también destacó, un año antes, en la contrarreloj prólogo de la París-Niza obteniendo la segunda posición.

#### RadioShack
En 2010 fichó por el Team RadioShack junto a Lance Armstrong.
En 2011 ganó la Vuelta a Andalucía.

##### Crítica a los nuevos dirigentes de su exequipo
Markel, el 21 de septiembre de 2012, fue uno de los firmantes del comunicado en contra de la nueva gestión deportiva del Euskaltel-Euskadi de cara a la temporada 2013 en la que, ante la posibilidad del descenso de categoría, no renovaron a ciclistas vascos apreciados por la afición y compañeros del pelotón para fichar a corredores extranjeros (hasta dicha fecha el equipo se componía solo de ciclistas vasco-navarros o formados en equipos del ciclismo amateur vasco-navarro). Estos corredores temieron que los extranjeros pudiesen quitar puestos en la plantilla a corredores vascos y así se limitase la opción de ser profesional para muchos de ellos.

## Palmarés
2010
- 1 etapa del Tour de Poitou-Charentes

2011
- Vuelta a Andalucía

## Resultados en Grandes Vueltas
Durante su carrera deportiva consiguió los siguientes puestos en las Grandes Vueltas:
| Carrera | Carrera         | 2004 | 2005 | 2006 | 2007 | 2008 | 2009  | 2010 | 2011 | 2012 | 2013  | 2014 | 2015 | 2016  | 2017  | 2018  | 2019  |
| ------- | --------------- | ---- | ---- | ---- | ---- | ---- | ----- | ---- | ---- | ---- | ----- | ---- | ---- | ----- | ----- | ----- | ----- |
|         | Giro de Italia  | —    | —    | 90.º | 68.º | 74.º | —     | —    | —    | —    | —     | —    | —    | —     | —     | 134.º | 136.º |
|         | Tour de Francia | —    | —    | —    | —    | —    | —     | —    | 84.º | —    | 103.º | 63.º | 93.º | 120.º | 135.º | —     | —     |
|         | Vuelta a España | —    | Ab.  | 94.º | —    | —    | 114.º | —    | 96.º | 93.º | 86.º  | —    | 89.º | Ab.   | 119.º | 130.º | —     |

—: no participa

Ab.: abandono

## Equipos
- Euskaltel-Euskadi (2004-2009)
- Team RadioShack (2010-2011)
- Radioshack/Trek (2012-08.2019)
  - RadioShack-Nissan (2012)
  - RadioShack Leopard (2013)
  - Trek Factory Racing (2014-2015)
  - Trek-Segafredo (2016-08.2019)